# Balberta
Balberta es un yacimiento arqueológico de una ciudad mesoamericana maya, ubicado en la planicie costera del sur de Guatemala. Se ha establecido como fecha probable de la construcción de la ciudad el periodo denominado clásico temprano. Es el único sitio conocido de ese periodo que no fue enterrado por construcciones mayas posteriores. El lugar ha sido relacionado con otro cercano, más pequeño, llamado San Antonio que se encuentra 6 km al oeste.
Al parecer la región de Balberta fue ocupada en el preclásico tardío época durante la cual el lugar tuvo una importancia menor. Después de un periodo de crecimiento la ciudad llegó a ser una de las más grandes de esa región de la costa del Océano Pacífico de Guatemala y, presumiblemente, alcanzó el apogeo de su poder entre los años 200 y 400 d. C. Después de ello declinó y la capital regional se trasladó al sitio cercano de Montana. Balberta tuvo intercambios comerciales con ciudades lejanas como Teotihuacán en el Valle de México y otras en el litoral del golfo de México. Posiblemente fue el cacao su principal moneda de intercambio.
Balberta tuvo, según se infiere, una organización política sofisticada y llegó a dominar buena parte de la costa guatemalteca. Fue abandonada hacia el año 400 d. C.

## Localización
Balberta está localizada en el departamento de Escuintla, equidistante entre el río La Gomera y el río Achiguate que bajan de las montañas guatemaltecas. Se encuentra a 19 km de la costa y a 90 km al sureste de Kaminaljuyú. Balberta se encuentra a una altitud de 34 m s. n. m. emplazada en una planicie costera que tiene un ancho de ca. 30 km.
Toda la región está serpenteada por corrientes de agua que descienden hacia el mar y que inundan las partes bajas de esta planicie en la temporada de lluvias. La topografía local cambia frecuentemente debido a las inundaciones ocasionadas por el río Achiguate.

## Comercio con México
La obsidiana que ha sido recuperada de Balberta fue traída aparentemente del centro de México, posiblemente del estado de Puebla y de la región de Pachuca en el Estado de Hidalgo, lugares cercanos a Teotihuacán.
La obsidiana de Pachuca representa una evidencia clara del contacto de esta ciudad con la región central del México precolombino. Es posible que el intercambio haya sido primordialmente de cacao de Balberta por la obsidiana mexicana.

## Balberta y Teotihuacán
Conforme Teotihuacán se volvió un poder dominante en toda la región cultural mesoamericana, posiblemente los gobernantes de Balberta usaron su influencia para ganar ventajas políticas sobre sus vecinos cercanos y es notoria la declinación de Kaminaljuyú durante el periodo de apogeo de Balberta entre los años 200 y 400 d. C.
Diez puntas de flecha o de proyectiles de obsidiana verde se han recuperado de Balberta, todas en el más puro estilo teotihuacano. Esta obsidiana y cerámica asociada a estos hallazgos datan de ca. 150 a 275 d. C., o sea, contemporáneas a la construcción del Templo de Quetzalcóatl (de la serpiente emplumada) y al último periodo de la edificación de la Pirámide de la Luna en Teotihuacán.
La evidencia arqueológica hallada en Balberta sugiere que los teotihuacanos estuvieron presentes en la región con motivos de intercambio. Se estima que al principio, Teotihacan estuvo interesado en la región por razones comerciales, atraído por el cacao que tenía un alto valor en el altiplano mexicano. Más tarde, sin embargo, conforme Teotihuacán volvió más agresiva su política hacia los socios de Balberta, se produjo un colapso de estos últimos.
Teotihuacán fue el fundador aparentemente de Montana, como una entidad totalmente dependiente de los teotihuacanos en la región, reduciendo el poder y la influencia de Balberta y conduciendo a su declinación.

## El sitio
Balberta fue un sitio fortificado que permitió a sus habitantes controlar en términos militares una amplia zona de la costa guatemalteca. El lugar ha sido ampliamente investigado por Frederick J. Bove. El centro del sitio consiste en un conjunto de estructuras edificadas sobre una gran plataforma. La arquitectura responde a la tradición desarrollada durante el preclásico medio, consistente en la existencia de una serie de plazas alineadas, adaptadas a las condiciones requeridas por la defensa del lugar, particularmente del núcleo del mismo. El sitio consta de veintidós estructuras en total.
Durante las excavaciones conducidas entre 1984 y 1987, veintiséis tumbas fueron descubiertas, de las que veintitrés se encontraban debajo de estructuras domésticas. Veinticuatro de los despojos estaban orientados este-oeste con el cráneo hacia el oeste. Los otros dos estaban orientados norte-sur. La mayoría de los despojos estaban pigmentados de color rojo.